# Animal Boy
| 전문가 평가                   | 전문가 평가 |
| 평가 점수                     | 평가 점수   |
| 출처                          | 점수        |
| ----------------------------- | ----------- |
| AllMusic                      | [ 2 ]       |
| Robert Christgau              | B+          |
| Spin Alternative Record Guide | 2/10        |

《Animal Boy》는 1986년 5월 19일, 사이어 레코드를 통해 발매된 미국의 펑크 록 밴드 라몬즈의 아홉 번째 스튜디오 음반이다. 그룹 내 갈등으로 인해 이 음반에는 리드 싱어 조이 라몬의 연주와 작사가 적고 기타리스트 조니 라몬의 연주가 적다. 베이시스트 디 디 라몬은 이전 음반보다 이 음반에서 더 많은 곡을 작곡하고 불렀으며, 리치 라몬은 밴드의 오리지널 드러머인 토미 라몬 이후 밴드를 위해 노래를 작곡한 최초의 드러머가 되었다. 리치는 또한 《Too Tough to Die》 (1984년)를 위해 작곡하기도 했다. 이 음반은 4개의 싱글을 탄생시켰으며, 이 싱글은 모두 영국 싱글 차트와 다른 차트에 차트에 올랐다. 싱글 외에도 밴드는 현대 자선 콘서트인 라이브 에이드와 핸즈 어크로스 아메리카를 패러디한 〈Something to Believe In〉의 뮤직 비디오를 사용하여 음반을 홍보했다.

## 배경
1985년이 되자 밴드 멤버들 사이에는 상당한 양의 갈등이 있었다. 리드 싱어 조이 라몬은 이전 음반에서 중요한 역할을 담당했던 작곡 과정에서 탈퇴하기까지 했다. 조이는 "라몬 가족과 함께했던 적이 있었습니다. 〈Mental Hell〉은 그에 관한 것입니다. 그 중 일부는 당시 여자 친구 안젤라와 헤어진 것이었습니다. 다른 일부는 밴드와 함께했던 적이 있다는 것이었습니다."라고 회상했다. 그러나 이후 인터뷰에서 조이는 자신이 작곡을 중단하게 만든 것은 갈등 때문이 아니라 "백버너에 대한 아이디어"를 가지고 싶다고 말했다. 베이시스트 디 디 라몬은 기타리스트 조니 라몬이 스트레스의 원인이라고 주장하며, "조이는 훌륭한 곡을 선보일 것이고 조니는 이것 아니면 저것이기 때문에 그것을 하지 않을 것입니다. '저는 마이너 코드를 연주하지 않을 것입니다. 리드를 연주하지 않을 것입니다. 영국에 오지 않을 것입니다.' 제발! 그래서 조이가 솔로 음반을 만들어야 합니다."
이 밴드는 1985년 12월, 뉴욕의 인터갤럭틱 스튜디오에서 장 보부아르와 함께 음반의 대부분을 녹음했다. 〈My Brain Is Hanging Upside Down (Bonzo Goes to Bitburg)〉는 올해 초에 녹음되어 1985년 6월, 영국 전용 싱글로 발매되었다. 1986년 겨울, 보부아르와 조이 라몬은 스웨덴 스톡홀름으로 날아가 ABBA의 폴라 스튜디오에서 리드 보컬을 녹음했고, 그곳에서도 음반이 믹싱되었다.

## 곡 목록
| #  | 제목                                   | 작사·작곡               | 재생 시간 |
| -- | -------------------------------------- | ----------------------- | --------- |
| 1. | 〈Somebody Put Something in My Drink〉 | 리치 라몬               | 3:23      |
| 2. | 〈Animal Boy〉                         | 디 디 라몬, 조니 라몬   | 1:50      |
| 3. | 〈Love Kills〉                         | 디 디 라몬              | 2:19      |
| 4. | 〈Apeman Hop〉                         | 디 디 라몬              | 2:02      |
| 5. | 〈She Belongs to Me〉                  | 디 디 라몬, 장 보부아르 | 3:54      |
| 6. | 〈Crummy Stuff〉                       | 디 디 라몬              | 2:06      |

| #   | 제목                        | 작사·작곡                       | 재생 시간 |
| --- | --------------------------- | ------------------------------- | --------- |
| 7.  | 〈Bonzo Goes to Bitburg〉   | 조이 라몬, 디 디 라몬, 보부아르 | 3:55      |
| 8.  | 〈Mental Hell〉             | 조이 라몬                       | 2:38      |
| 9.  | 〈Eat That Rat〉            | 디 디 라몬, 조니 라몬           | 1:37      |
| 10. | 〈Freak of Nature〉         | 디 디 라몬, 조니 라몬           | 1:32      |
| 11. | 〈Hair of the Dog〉         | 조이 라몬                       | 2:19      |
| 12. | 〈Something to Believe In〉 | 디 디 라몬, 보부아르            | 4:09      |